# Guido Fubini
Guido Fubini (ur. 19 stycznia 1879 w Wenecji, zm. 6 czerwca 1943 w Nowym Jorku) – włoski matematyk zajmujący się różnymi obszarami analizy jak równania różniczkowe, analiza funkcjonalna, analiza zespolona i geometria różniczkowa.

## Życiorys
Od 1896 studiował na Scuola Normale Superiore di Pisa, gdzie pod wpływem Diniego i Bianchiego podjął badania naukowe związane z geometrią. Doktoryzował się w 1900 w oparciu o pracę o krzywych eliptycznych. Wkrótce po tym jego zainteresowania badawcze przesunęły się w kierunku analizy harmonicznej.
W 1901 został zatrudniony na uniwersytecie w Katanii, wkrótce po tym przeniósł się jednak na Uniwersytet Genueński. Od 1908 wykładał na Uniwersytecie i na Politechnice w Turynie. W 1939, głównie pod wpływem wzrastającego antysemityzmu we Włoszech (rządzonych przez Mussoliniego), wyemigrował wraz z rodziną do Stanów Zjednoczonych.